# Bruno Fuchs (Geologe)
Bruno Fuchs (* 31. Januar 1907 in Wißgoldingen, Kreis Schwäbisch Gmünd; † 3. Dezember 1962 in München) war ein deutscher Geologe und Paläontologe.
Fuchs ging in Rottweil zur Schule, studierte zunächst Maschinenbau an der TH Stuttgart, wechselte dann aber zur Geologie, Mineralogie und Chemie in Tübingen und Kiel und wurde 1934 bei Edwin Hennig in Tübingen promoviert (Stratigraphie und Tektonik im Gebiet der unteren Bära bei Egesheim und des Lippach bei Mahlstetten). Er war 1936 bis 1939 bei der Preußischen Geologischen Landesanstalt (PGLA) bzw. dem Reichsamt für Bodenforschung in Berlin in der Abteilung Geophysik bei der Untersuchung von Ölfeldern (Schweremessungen). Im Zweiten Weltkrieg war er neben der Arbeit als Geophysiker zeitweise auch Soldat und 1944 bis 1950 in sowjetischer Kriegsgefangenschaft. Ab 1951 war er am Bayerischen Geologischen Landesamt, zunächst im Projekt der Kartierung der Molassezone. Später wurde er Regierungsrat.
Er forschte über Terebellen, Nusplinger Plattenkalk und kartierte auf der Schwäbischen Alb und nach dem Krieg in Fürth, Nürnberg, Schwabach, Roßtal, Heilsbronn und Windsbach (jeweils geologische Karten 1:25.000). Außerdem befasste er sich mit der Braunkohle in der Rhön.